# Liste der Geotope im Unstrut-Hainich-Kreis
Im Unstrut-Hainich-Kreis gab es im Juni 2024 insgesamt 33 erfasste Geotope.

## Geotope

### Gesteine
| ID     | Bild | Bezeichnung                        | Art                                  | Stratigraphie | Beschreibung | Gemeinde                  | Lage |
| ------ | ---- | ---------------------------------- | ------------------------------------ | ------------- | --- | ------------------------- | ---- |
| UH_879 |      | Steinbruch am Bärental             | Kalkstein, Mergelstein               | Trias         | Östlich von Marolterode gelegen befindet sich der aufgelassene „Steinbruch am Bärental“, in dem Gesteine des Obere Muschelkalks abgebaut wurde. Er liegt im Bereich des geologischen Grabenbruchs Schlotheimer Graben im Norden des Thüringer Beckens. Neben den Schichten vom Trochitenkalk bis zu den unteren Ceratitenschichten sind auch die tektonischen Verhältnisse im Tafeldeckgebirge am Nordrand des Schlotheimer Grabens aufgeschlossen. Im Bereich des Nordwestvorstoßes wird ein nach Nordosten aufgewölbter Kleinsattel mit Trochitenkalk und Gervilleienschichten von der Nordrandstörung des Schlotheimer Grabens angeschnitten. | Marolterode               | Lage |
| UH_871 |      | Steinbruch am Landgraben           | Kalkstein, Dolomitstein, Mergelstein | Trias         | Der Geotop „Steinbruch am Landgraben“ ist ein aufgelassener Steinbruch. Nach SIENHOLD (1993) wurde der unter einer Restbedeckung Mittleren Muschelkalks hier anstehende Schaumkalk des Unteren Muschelkalks abgebaut. Der Steinbruch liegt auf der Muschelkalk-Hochfläche zwischen Hainich und Dün im westl. Thür. Becken. Seine Ränder sind durch Abbrüche größtenteils verflacht (überrollt) & mit Strauchwerk bewachsen. Am Boden hat sich ein kleiner Teich gebildet, der durch Niederschlagswässer, evtl. auch Schichtwasser, gespeist wird. Nur im Norden des Steinbruchs ist der Muschelkalk aufgeschlossen. Gegenwärtig erfolgt ein Abbau der Schichten des Oberen Wellenkalks in einem neu aufgeschlossenen Steinbruch ca. 1 km südwestl. des Geotops. | Mühlhausen/Thüringen      | Lage |
| UH_890 |      | Steinbrüche an der Herrengutsmühle | Kalkstein, Mergelstein               | Trias         | Der Geotop besteht aus dem oberen und unteren Steinbruch. Abgebaut wurden der Trochitenkalk und die Ceratitenschichten des Oberen Muschelkalkes. Durch die ungeordneten Müllablagerungen und die anschließende Sanierung der Mülldeponie sind die Steinbruchwände, bis auf eine kleine Wand im SE des oberen Bruches, überschüttet worden. Im noch verbleibenden Rest der Bruchwand sind die Lagerungsverhältnisse an der Randstörung des Schlotheimer Grabens nicht mehr zu erkennen. | Nottertal-Heilinger Höhen | Lage |
| UH_891 |      | Steinbruch am Söhrig               | Kalkstein, Kalkmergelstein           | Trias         | Der Geotop „Steinbruch am Söhrig“ ist ein aufgelassener Steinbruch, in dessen hangendem Bereich (oberer Strosse des Bruches) noch zeitweilig abgebaut wird. Er liegt im Bereich der Eichberg-Gotha-Saalfelder Störungszone. Aufgeschlossen sind im Bereich der SW-Wand der Mittlere Wellenkalk & die Terebratulazone des Unteren Muschelkalks. Die Aufschlusswand wird von einer annähernd söhligen Störung durchzogen. An ihr ist die hangende Scholle um ca. 6 m nach NE verschoben (PATZELT, 1992). Im nordöstl. Abschnitt der Aufschlusswand wird die flache Störung von einer 120–136° streichenden und 63–75° NO einfallenden Störung abgeschnitten. Der Steinbruch am Söhrig hat zwar keine Hauptstörungen der Eichberg-Gotha-Saalfelder Störungszone aufgeschlossen. Er stellt jedoch einen tekton. wichtigen Aufschluss dar, der Beobachtungen über Störungen und Bewegungsabläufe innerhalb der Störungszone gestattet.                                                                 | Südeichsfeld              | Lage |
| UH_859 |      | Weinberg bei Altengottern          | Kies/Schotter, Kalkstein             | Quartär       | Der Geotop ist eine aufgelassene Kiesgrube, die weitgehend abgebaut ist. Sie ist mit Gras bewachsen. | Unstrut-Hainich           | Lage |
| UH_860 |      | Sandgrube Ammern                   | Travertin, fest bis mürbe, Kalksand  | Quartär       | Die ehem. „Sandgrube Ammern“ befindet sich nördlich von Ammern und ist von der B 247 aus über die Zufahrt zum Gewerbegebiet erreichbar. Neben lockeren Kalksanden wurde mürber, fester Travertin abgebaut. Die Sandgrube liegt im Westen der Mühlhausen-Langensalzaer-Mulde im Thüringer Becken. Der Boden und die größtenteils verflachten Wände sind mit einer dichten Krautschicht bewachsen. Im Bereich der Zufahrt vom Parkplatz des OBI-Baumarktes ist der anstehende holozäne Travertin aufgeschlossen. Die holozänen Travertine werden von weichseleiszeitlichen, nicht aufgeschlossenen Unstrutschottern unterlagert. | Unstruttal                | Lage |
| UH_887 |      | Senkig                             | Kalkstein, Dolomitstein              | Trias         | Im aufgelassenen Steinbruch „Senkig“ ca. 2,5 km nordöstlich Heyerode im Seebachgrund wurde die Schaumkalkzone (Werksteinbank) des Unteren Muschelkalks abgebaut. Dessen Schichten fallen in nordöstlicher Richtung ein. An der Steinbruchsohle stehen plattige Kalksteine des Oberen Zwischenmittels der Schaumkalkzone an. Darüber folgt die Obere Schaumkalkbank (Werksteinbank) mit einer Mächtigkeit von ca. 2,80 m. Diese Gesteine wurden als Werk-, Dekorations- und Bildhauerstein verwendet. Sie bestehen vorwiegend aus graubraunen, porösen, teils dichten Schillkalken, wobei der Kalzit der Schalen oft herausgelöst ist. Oberhalb der Schaumkalkbank stehen dolomitische Kalksteine, Dolomite und Dolomitmergelsteine sowie Gipsresudien des Mittleren Muschelkalks an. Die hier vorhandene aufgeschlossene Wand ist teilweise verrollt und mit einer Strauch- und Krautschicht bewachsen. Vor der Abbauwand befindet sich eine ca. 1 m tiefe Senke, die temporär wassergefüllt ist. | Vogtei                    | Lage |

### Böden
| ID     | Bild | Bezeichnung             | Art | Stratigraphie | Beschreibung | Gemeinde | Lage |
| ------ | ---- | ----------------------- | --- | ------------- | --- | -------- | ---- |
| UH_874 |      | Ziegeleigrube Körner I  | Löß | Quartär       | Der Geotop „Ziegeleigrube Körner I“ ist ein Restloch einer weitgehend rückverfüllten Ton-/Lehmgrube der ehemaligen Ziegeleigrube Körner. Abgebaut wurde eine Abfolge kaltzeitlicher Lösse und die darunter lagernden Schichten des Unteren Keupers. Der Aufschluss der „Ziegeleigrube Körner I“ liegt im Norden des Thüringer Beckens, südwestlich des Schlotheimer Grabens. Ein Profil ist durch WÄTZEL (1995) beschrieben. | Körner   | Lage |
| UH_875 |      | Ziegeleigrube Körner II | Löß | Quartär       | Der Geotop „Ziegeleigrube Körner II“ ist ein Restloch einer weitgehend rückverfüllten Ton-/Lehmgrube der ehemaligen Ziegeleigrube Körner. Abgebaut wurde eine Abfolge kaltzeitlicher Lösse und die darunter lagernden Schichten des Unteren Keupers. Der Aufschluss der „Ziegeleigrube Körner II“ liegt im Norden des Thüringer Beckens, südwestlich des Schlotheimer Grabens. Das Gesamtprofil des Aufschlusses „Körner II“ ist an drei Stellen des Restloches aufgeschlossen: Südseite des Aufschlusses, Nordseite des Aufschlusses und Schurf auf der Sohle des Restloches. | Körner   | Lage |

### Lagerungsverhältnisse/Tektonik
| ID     | Bild | Bezeichnung         | Art                                                        | Stratigraphie | Beschreibung | Gemeinde        | Lage |
| ------ | ---- | ------------------- | ---------------------------------------------------------- | ------------- | --- | --------------- | ---- |
| UH_858 |      | Sandgrube Bollstedt | Sandstein, rotbraun; Sand, gelblich; toniger Schluff, grau | Trias         | Die „Sandgrube Bollstedt“ befindet sich ca. 3 km nördlich von Altengottern im oberen Bereich des Dreisengrabens, im Zentralteil des Mühlhausen-Langensalzaer Keupermulde. Es handelt sich um einen aufgelassenen Steinbruch, in dem ein mürber, toniger Feinsandstein des Schilfsandsteins (kmS) aus dem Mittleren Keuper abgebaut wurde. Der 25–50 m mächtige Schilfsandstein liegt im Bereich des Thüringer Beckens als Überflutungsfazies (Stillwasserfazies) vor. | Unstrut-Hainich | Lage |

### Fluviatile und gravitative Abtragungs- und Ablagerungsformen
| ID     | Bild           | Bezeichnung             | Art                                                                               | Stratigraphie | Beschreibung | Gemeinde             | Lage |
| ------ | -------------- | ----------------------- | --------------------------------------------------------------------------------- | ------------- | --- | -------------------- | ---- |
| UH_880 |                | Pfafferöder Steingraben | Tonstein, Mergelstein, Dolomitstein, Kalkstein                                    | Trias         | Am nordöstlichen Ortsrand von Pfafferode befindet sich der „Pfafferöder Steingraben“. Dabei handelt es sich um ein Trockental, dass sich nach dem Rückzug der Elstervereisung als breitflächige flache periglaziale Ausformung der postglazialen Talauen bildete. An den Talhängen sind Reste von Terrassenschottern vorhanden. Natürliche und künstliche Aufschlüsse sind im Bereich des „Pfafferöder Steingrabens“ nicht vorhanden. | Mühlhausen/Thüringen | Lage |
| UH_883 |                | Sambacher Steingraben   | Löss, Schotter (Quartär); Tonstein, Mergelstein, Kalkstein (Trias)                |               | Nördlich von Pfafferode befindet sich der „Sambacher Steingraben“. Dabei handelt es sich um ein Trockental, dass sich nach dem Rückzug der Elstervereisung als breitflächige flache periglaziale Ausformung der postglazialen Talauen bildete. An den Talhängen sind Reste von Terrassenschottern (nordische Geschiebe in Muschelkalkgeröllen) vorhanden. Natürliche und künstliche Aufschlüsse sind im Bereich des „Pfafferöder Steingrabens“ nicht vorhanden. | Mühlhausen/Thüringen | Lage |
| UH_872 |                | Klosterschranne         | Kalkstein, Kalkmergelstein                                                        | Trias         | Etwa 2 km südöstlich von Lengenfeld unterm Stein liegt der gut zugängliche Geotop „NSG Klosterschranne“. Bei der Felswand der Klosterschranne (Schrannsteine) handelt es sich um eine durch Bergsturz entstandene Abrisswand. Hier sind Teile der Schichtstufe des Unteren Muschelkalks auf den unterlagernden tonigen Gesteinen des Oberen Buntsandsteins (Röt) abgerutscht und liegen nun als Schuttmassen unterhalb der Abrisswand auf dem Röt. Die steilen, z. T. geöffneten Klüfte in der Abrisswand deuten auf die noch bestehende Steinschlag- und Bergsturzgefahr hin. Solche Rutschungen der Gesteine des Unteren Muschelkalks sind in Thüringen nicht selten und entstehen, wenn in die gut geklüfteten Kalksteine des Unteren Muschelkalks Niederschlagswasser bis zu den unterlagernden meist tonigen Sedimenten des Röt versickert und die dadurch aufgeweichten Tonsteine bei entsprechender Neigung eine „Gleitbahn“ bilden. | Südeichsfeld         | Lage |
| UH_873 | weitere Bilder | Flachstal               | Auelehm, Löß (Quartär); Kalkstein, Mergelstein, Tonstein (Trias)                  |               | Bei dem „Flachstal“ handelt es sich um ein tektonisch bedingtes Erosionstal, das im Mittelpleistozän (ca. 800.000 bis 120.000 Jahre) angelegt wurde (WÄTZEL, 1957). Es befindet östlich des Ortsteiles Reiser im Bereich des Forstbergsttels, einer herzyn (Nordwest-Südost) streichenden Muschelkalkaufwölbung. Im Bereich des Flachstals ist die Schichtfolge vom Mittleren Muschelkalk bis zum Oberen Muschelkalk verbreitet, wobei der Mittlere Muschelkalk nur im Tiefsten der Erosionsrinne ansteht. Der Trochitenkalk als Basisglied des Oberen Muschelkalks ist in einem Steinbruch im unteren Talbereich undeutlich aufgeschlossen. An den Talhängen sind überwiegend die Ceratitenschichten verbreitet, die teilweise in Wasserrissen aufgeschlossen sind. Die Talaue ist teilweise mit holozänen Auelehmen bedeckt. Aufgrund von Auslaugungen der Salinarbestandteile (Salz, Gips) im Mittleren Muschelkalk sind im Flachstal Karsterscheinungen zu beobachten. Der Talverlauf ist durch tektonische Störungen bedingt, dabei ist vor allem die rheinische Richtung (Südsüdwest-Nordnordost) dominierend. Daneben treten jedoch auch herzyn gerichtete Störungslinien auf. | Unstruttal           | Lage |
| UH_889 |                | Reisersches Tal         | Auelehm, Hangschutt (Quartär); Kalkstein, Dolomitstein, Mergelstein, Gips (Trias) | Holozän       | Bei dem „Reiserschen Tal“ nördlich von Reiser handelt es sich um ein Durchbruchtal der Unstrut, die das Muschelkalkgebiet im südwestlichen Randbereich des Forstbergsattels in einem halbkreisförmigen Bogen durchfließt. Der Forstbergsattel stellt eine herzyn (Nordwest-Südost) streichende Muschelkalkaufwölbung im Norden des Thüringer Beckens dar. Das Durchbruchtal ist im Bereich des „Reiserschen Tales“ tektonisch angelegt. Hier ist die Schichtenfolge vom Mittleren Muschelkalk bis zum Oberen Muschelkalk verbreitet. Der an der Talsohle anstehende Mittlere Muschelkalk wird von holozänem Auelehm überdeckt. Der Trochitenkalk (Oberer Muschelkalk) bildet den unteren Teil der Hänge des „Reiserschen Tales“. Im überwiegenden Teil des Geotops sind die Ceratitenschichten (Oberer Muschelkalk) verbreitet. Typisch für den Geotop sind die zahlreichen Erdfälle, die an die herzyn streichende Störungszone von Dingelstädt-Reiser gebunden sind. | Unstruttal           | Lage |

### Lösungsbedingte Abtragungs- und Ablagerungsformen
| ID      | Bild | Bezeichnung                                                | Art                                                              | Stratigraphie | Beschreibung | Gemeinde             | Lage |
| ------- | ---- | ---------------------------------------------------------- | ---------------------------------------------------------------- | ------------- | --- | -------------------- | ---- |
| UH_862  |      | Egelsee (bei Ufhoven)                                      | Kalkstein, Kalkmergelstein, Dolomitstein                         | Trias         | Der Egelsee ist ein mit Wasser gefüllter Erdfall. Der Erdfall liegt im Verbreitungsgebiet der Ceratitenschichten des Oberen Muschelkalkes, im Übergangsbereich von der Nordflanke des Harthberg-Sattels zur Mühlhausen-Langensalzaer Mulde. Entstanden ist er durch Auslaugung der Salinarbestandteile (Gips, Salz) des ab ca. 50 m Tiefe liegenden Mittleren Muschelkalks. Im Laufe der Zeit wurde der Erdfall durch eingetragenes Material fast bis zur Geländeoberkante wieder verfüllt. Durch den Zufluss von Niederschlags- und Schichtwasser (oberflächennahes Grundwasser der anstehenden Ceratitenschichten mit temporärer Wasserfüllung) bildete sich ein kleiner See im Erdfall. | Bad Langensalza      | Lage |
| UH_884  |      | Egelsee bei Mühlhausen                                     | Tonstein, Kalkstein, Kalkmergelstein, Dolomitstein               | Pleistozän    | Der Erdfall „Egelsee bei Mühlhausen“ liegt in einem Gartengelände südwestlich von Mühlhausen. Der im Verbreitungsgebiet der Gesteine des Unteren Keupers gelegene wassergefüllte Erdfall entstand infolge der Lösung von Salinarbestandteilen (Gips, Salz) im Mittleren Muschelkalk. In die dadurch gebildeten Hohlräume brach das Deckgebirge ein. Im Laufe der Zeit wurde der Erdfall durch eingetragenes Material fast bis zur Geländeoberkante wieder verfüllt. Durch den Zufluss von Niederschlags- und Schichtwasser bildete sich ein kleiner See im Erdfall. Das sich im Muschelkalk des Hainich bildende Grundwasser fließt im Karstgrundwasserleiter Mittlerer Muschelkalk nach Osten in Richtung Mühlhausen-Langensalzaer-Keupermulde. Hier steigt es aus Tiefen >90 m im Bereich von karstbedingter „Schwächezonen“ auf. Eine Grundwasserbewegung weiter in Richtung Zentrum der Keupermulde wird durch das Fehlen von Hohlräumen aufgrund noch nicht so weit fortgeschrittener Auslaugung verhindert. Dieses „Grundwasseraufbruchgebiet“ bei Popperode wird über eine Reihe von Brunnen intensiv für die Trinkwassergewinnung genutzt. | Mühlhausen/Thüringen | Lage |
| UH_1570 |      | Travertinaufschluss „Johannistal (und Klippen) Mühlhausen“ | meist feste Travertinbänke, teils lockere Kalkarenite (Kalksand) | Quartär       | Das Geotop ist ein auflässiger Travertinsteinbruch. Das Gestein dient als Baumaterial für Mühlhausen seit dem frühen Mittelalter. Derzeit sind alle vorhandenen Aufschlüsse durch Pionierwälder (Feldgehölze) und Hecken zugewachsen und können deshalb nicht genau aufgenommen werden. Für weitere Ansprachen ist ein Entfernen der Gehölze und eine regelmäßige Pflege notwendig. Teilflächen sind mit Müll überlagert, der entfernt werden sollte. Zur „Klippe“ gibt es zahlreiche Veröffentlichungen. Sie ist besonders für Stellung der Holstein- und Eemwarmzeit wichtig. | Mühlhausen/Thüringen | Lage |
| UH_869  |      | Erdfall bei der Lengefelder Warte                          | Kalkstein, Kalkmergelstein, Dolomitstein                         | Trias         | Unter dem Geotop „Erdfall bei der Lengefelder Warte“ werden zwei Erdfälle zusammengefasst, die am Waldrand einer größeren Waldfläche südlich des Hotels Lengefelder Warte unmittelbar nördlich & südlich eines befestigten Forstweges liegen. Beide Erdfälle befinden sich im Verbreitungsgebiet der Ceratitenschichten des Oberen Muschelkalks. Entstanden sind sie durch Auslaugungen der Salinarbestandteile (Salz, Gips) im Mittleren Muschelkalk. Die Oberkante des Mittleren Muschelkalks liegt hier bei ca. 40 m unter Gelände. Beide Erdfälle wurden im Laufe der zeit durch eingetragenes Material weitgehend verfüllt. Die Erdfälle sind heute als Senken im relativ flachen Umland zu erkennen. Der nördliche, kleinere Erdfall ist an der tiefsten Stelle leicht sumpfig und teilweise mit einer Krautschicht bewachsen. Demgegenüber ist der südliche Erdfall größer und tiefer. Die Niederschlagswässer der Umgebung werden in die Erdfälle geleitet und versickern dort. | Unstruttal           | Lage |
| UH_870  |      | Erdfälle südlich FND Nesselkamp                            | Kalkstein, Kalkmergelstein, Dolomitstein                         | Trias         | Der Geotop „Erdfälle südlich FND Nesselkamp“ besteht aus drei Erdfällen und befindet sich am Rand eines kleinen Waldstücks nordöstlich von Dachrieden. Diese liegen im Verbreitungsgebiet der Ceratitenschichten des Oberen Muschelkalks. Die Erdfälle entstanden infolge von Auslaugung der Salinarbestandteile (Salz, Gips) des Mittleren Muschelkalks, der hier ab Teufen von ca. 40–45 m u.Gel. auftritt. Sie liegen mit einem geringen Abstand in herzynischer Richtung (Nordwest-Südost) nebeneinander. In nordwestlicher Richtung liegt der älteste, in südöstlicher Richtung der jüngste der Erdfälle. Der Älteste ist im Laufe der Zeit mit eingetragenem Material größtenteils wieder verfüllt worden. Er tritt heute als kleine, flache Senke in Erscheinung, in die Niederschlagswässer der näheren Umgebung geleitet werden und dort versickern. Der mittlere Erdfall bildet eine große, tiefe Senke, in die wenig Erdstoff eingetragen wurde. Der jüngste, südöstliche Erdfall lässt an seinen noch nicht verflachten Rändern das Aufschlussprofil erkennen.                                                                         | Unstruttal           | Lage |
| UH_877  |      | Erdfall bei der Dorfstelle Harterode/Langula               | Kalkstein, Kalkmergelstein, Dolomitstein                         | Trias         | Der Geotop „Erdfall bei der Dorfstelle Harterode/Langula“ liegt westlich von Langula auf einer Wiese ca. 300 m östlich des Waldgebietes Hainich. Der Erdfall befindet sich im Verbreitungsgebiet der Ceratitenschichten des Oberen Muschelkalkes. Entstanden ist er durch Auslaugung der Salinarbestandteile (Salz, Gips) im Mittleren Muschelkalk, dessen Oberkante hier bei ca. 50 m unter Gelände liegt. Der Erdfall erscheint heute als tiefe, weite Senke. Entstanden ist diese durch den Abbruch der ehemals steilen Ränder und Eintrag von Schwebstoffen. In niederschlagsreichen Zeiten tritt Oberflächenwasser in den Erdfall ein, welches sonst vollständig durch den südlich verlaufenden Graben aufgenommen wird. | Vogtei               | Lage |